# داوود تركي
داوود تركي (بالعبرية: דאוד תורכי‏)، المعروف أيضا بكنية أبو عائدة (الأب / سيد العودة) (1927 - 8 مارس 2009)، كان شاعرا فلسطينيا عربيا يعيش في حيفا. وكان زعيم جماعة يسارية عربية معادية للصهيونية تدعى مصبن. وقد أدين بتهمة الخيانة وأمضى 17 عاما في السجن الإسرائيلي في ما تعتبره وكالة الأمن الإسرائيلية أحد أشهر الأمور التاريخية.

## حياته
ولد داوود تركي في عام 1927 لأسرة مسيحية فلسطينية من قرية المغار في الجليل بين الناصرة وبحيرة طبرية. نشأ في مدينة حيفا. اسم والده هو سمعان داود، الذي توفي بسبب إطلاق النار عليه من قبل قوات الاحتلال البريطاني في حيفا في انتفاضة 1936-1939، وأمه سادية خوري هي أيضا من المغار في الجليل. وكان جده تركي ينتمي إلى عشيرة داود من جماعة المغار المسيحية الفلسطينية التقليدية. في عام 1948 عندما تأسست إسرائيل، فرت أسرته المباشرة من حيفا إلى قرية الدروز في بيت جن، التي وفرت لهم الحماية وساعدتهم على منعهم من أن يصبحوا لاجئين. وكان متزوجا من خازنا داوود وله ثلاث بنات عايدة وجورجيت ونضال.
كان قوميا عربيا وماركسيا. كان عضوا مؤسسا في فرع الحزب الشيوعي الفلسطيني في حيفا خلال فترة الانتداب البريطاني على فلسطين وحارب الاحتلال البريطاني في وطنه. بعد تأسيس إسرائيل، انضم إلى ماكي. وتم طرده مع اسرته الممتدة من الحزب الشيوعي الإسرائيلي في العام 1963 لوجهات نظره المؤيدة للصين وبسبب اصراره على حق عودة اللاجئين الفلسطينيين. وعادت أسرته إلى الحزب الشيوعي الإسرائيلي بعد أن تركها أعضاءها المؤيدون للصهيونية وأصبحوا يعرفون باسم راكاه، وهو الحزب الرئيسي في الائتلاف السياسي الإسرائيلي الذي يدعى هاداش «الجبهة الديمقراطية للسلام والمساواة».

## وفاته
اعتقل في كانون الأول / ديسمبر 1972 وحكم عليه بالسجن لمدة 17 عاما في آذار / مارس 1973 بتهمة الخيانة. وافرج عنه في 20 ايار / مايو 1985 في اطار اتفاق تبادل الاسرى بين إسرائيل والجبهة الشعبية لتحرير فلسطين – القيادة العامة. بعد إطلاق سراحه، نشر مجموعة من القصائد التي كتبها بينما كان وراء قضبان تسمى «ريح الجهاد»، فضلا عن مذكراته «ثائر من الشرق العربي». توفي داود تركي في سن 82 عام في 8 مارس 2009 ميلاديًا.